# Armia Radziecka
Armia Radziecka (ros. Советская армия) – oficjalna nazwa wojsk lądowych, sił powietrznych, wojsk obrony przeciwlotniczej i wojsk rakietowych przeznaczenia strategicznego Sił Zbrojnych ZSRR (w latach 1946–1991) i WNP (1991–1992), które tworzyła razem z marynarką, wojskami pogranicznymi i wewnętrznymi. Nazwa została wprowadzona w 1946 roku (uprzednio Robotniczo-Chłopska Armia Czerwona, RKKA).

## Armia Radziecka w powojennej Polsce
Po II wojnie światowej Naczelne Dowództwo Armii Czerwonej przeformowało dotychczasowe formacje. Na terenie Polski utworzona została tzw. PGW – Północna Grupa Wojsk dyrektywą nr 11097 z dnia 10 czerwca 1945 roku. W grupę tę przekształcono 2 Front Białoruski pod dowództwem marszałka Związku Radzieckiego Konstantego Rokossowskiego. Siedzibą dowództwa tej grupy stała się Legnica na Dolnym Śląsku, gdzie żołnierze radzieccy zajęli 1/3 miasta. Początkowo w Polsce stacjonowało ok. 300 000 żołnierzy. Ważniejszymi lokalizacjami były obok Legnicy: Świdnica, Borne Sulinowo, Przemków-Trzebień, Bagicz, Brzeg, Burzykowo (dzielnica Stargardu), Chojna, Dębica, Żagań, Wschowa, Oława, Białogard, Świnoujście. Wycofywanie wojsk radzieckich rozpoczęło się 8 kwietnia 1991 roku. PGWR liczyła wówczas w Polsce 53 tys. żołnierzy oraz 7,5 tys. pracowników cywilnych, którym towarzyszyło 40 tys. członków rodzin. Rosjanie stacjonowali w 59 garnizonach w 21 ówczesnych województwach. Zajmowali 707 km² terytorium Polski, gdzie posiadali 13 lotnisk, bazę morską, 6 poligonów i 8000 obiektów. Ostatnie oddziały radzieckie opuściły Polskę w końcu roku 1993. Symbolicznie pożegnał je prezydent Lech Wałęsa 17 września 1993 roku w rocznicę agresji ZSRR na Polskę w 1939 roku. Armia Radziecka stacjonowała w Polsce 49 lat.

## Armia Radziecka w innych państwach

### W Austrii
W Austrii armia ZSRR po wojnie stacjonowała stosunkowo krótko. Została wycofana w myśl Traktatu Państwowego (Staatsvertrag) z 1955, podobnie jak wojska okupacyjne USA, Wielkiej Brytanii i Francji. Austria stawała się krajem niepodległym i neutralnym. Dzień wycofania Rosjan, 26 października, do dziś jest w Austrii świętem państwowym.

### W NRD
W NRD znajdowały się największe siły ZSRR poza krajem. Znajdowało się tam ponad 370 tys. żołnierzy i ponad 500 głowic jądrowych. Wojska te stacjonowały w Niemczech od 1945, a w planach wojennych ZSRR miały stanowić główne siły uderzeniowe w ewentualnej wojnie w Europie Zachodniej. To głównie z NRD w 1968 zaatakowały Czechosłowację wojska radzieckie (choć wkraczały też z Polski, Węgier i samego ZSRR), wykorzystując małą odległość (z Drezna do Pragi jest tylko 150 km).
Dopiero pierestrojka w ZSRR (od 1985) i pokojowa rewolucja w NRD (1989) przyniosły koniec okupacji – na mocy traktatu 2+4 (1990) doszło do zjednoczenia Niemiec, a wojska ZSRR zostały wycofane.

### Powstanie berlińskiei interwencja w 1953 w NRD
W czerwcu 1953 doszło do robotniczego powstania w NRD (robotnicy mieli dość podwyższania norm pracy, i pogarszających się warunków życia). Powstanie zostało krwawo stłumione przez armię ZSRR i NRD-owskie oddziały Skoszarowanej Policji Ludowej (Kasernierte Volkspolizei), jako że NRD nie posiadała jeszcze armii.
Tego już było za wiele nawet dla lewicowego poety, jakim był Bertold Brecht. To właśnie on ukuł wówczas sławne hasło: Jeśli naród zawiódł zaufanie rządu, niech rząd rozwiąże naród i wybierze sobie inny. Faktem jest, że mimo stłumienia powstania kierownictwo NRD przestało śrubować normy pracy do absurdu.
Powstanie dowiodło, że NRD było niepopularnym państwem wśród własnych obywateli i istniało jedynie przez obecność wojsk ZSRR, gotowych siłą stłumić bunt.
Dzień powstania, 17 czerwca, obchodzono w RFN jako Dzień Niemieckiej Jedności (Tag der Deutschen Einheit).

## Powstanie węgierskie 1956
W październiku 1956 na Węgrzech wybuchło powstanie przeciw stalinowskiej dyktaturze Matyasa Rakosiego. Powstańcy obalili pomnik Stalina, powiesili na latarniach złapanych funkcjonariuszy AVH (odpowiednik UB), manifestowali solidarność z Polską. Żądano demokratyzacji i wyjścia wojsk ZSRR z Węgier.
Władzę objął komunista-reformator Imre Nagy, który w radiowym przemówieniu zapowiedział wolne wybory, wycofanie wojsk ZSRR i neutralność kraju. Doszło do negocjacji Węgry – ZSRR ws. wycofania wojsk, te jednak okazały się grą na czas ze strony sowieckiej. Z rozkazu Nikity Chruszczowa, w listopadzie doszło do zbrojnego ataku ZSRR na Budapeszt. Powstańcy węgierscy stawili opór, w wąskich uliczkach Budapesztu płonęły czołgi okupantów. Po 10 dniach Sowieci stłumili powstanie.
W wyniku inwazji Węgry pozostały jednopartyjną dyktaturą, stalinowca Matyasa Rakosiego zastąpił jednak pragmatyczny János Kádár. Skutek uboczny inwazji był ten, że 200 tys. Węgrów wyemigrowało do Austrii.
Kraje Europy Zachodniej nie udzieliły Węgrom pomocy. Wielka Brytania i Francja były zajęte w tym okresie inwazją na Egipt (kryzys sueski).

## Interwencja w 1968 –operacja „Dunaj”, stłumienie „Praskiej Wiosny”
W 1968 władzę w Czechosłowacji objął umiarkowany komunista Alexander Dubček. Okazał się reformatorem, próbującym „socjalizmu z ludzką twarzą” (otwarcie granic, zniesienie cenzury, rozliczenie stalinowskich zbrodni z lat 50.) Te i inne posunięcia wzbudziły sprzeciw ZSRR i jego Sekretarza generalnego KC KPZR Leonida Breżniewa. 21 sierpnia 1968 doszło do inwazji wojsk Układu Warszawskiego (ZSRR, Polska, Węgry) na Czechosłowację, pod hasłem „obrony zdobyczy socjalizmu przed kontrrewolucją”. Inwazja była jawnym pogwałceniem prawa międzynarodowego (zakaz zbrojnej ingerencji w wewnętrzne sprawy innego państwa). Doszło do aresztowania przywódców ČSSR (Dubček, Černík, Kriegl, Smrkovský) i wywiezienia tych polityków do ZSRR.
Z wojskowego punktu widzenia inwazja zakończyła się pełnym sukcesem – podobnie jak w 1938 przywódcy ČSR („Československé republiky” – Republiki Czechosłowackiej 1918-1938) rozkazali wojsku niestawianie oporu. Cała republika została więc zajęta w miarę szybko. Z propagandowego punktu widzenia inwazja była niekorzystna dla ZSRR, ukazała bowiem to państwo jako agresywne mocarstwo, naruszające suwerenność innych krajów.
Społeczeństwo Czechosłowacji odniosło się do inwazji negatywnie, ok. 100 tys. osób uciekło do Austrii i NRF, wielu próbowało kampanii biernego oporu (ignorowanie wszelkich zarządzeń i apeli okupantów, bojkot ekonomiczny). Po kraju krążyły hasła: „Co Čech to muzikant, co Rus to okupant”, „Ruce máte v krvi a to není poprvé” (Ręce macie we krwi, i to nie po raz pierwszy), Znásilnili jste nás, my ale rodit nebudem” („Zgwałciliście nas, ale my wam nic nie urodzimy”), „1938=1968” (aluzja do układu monachijskiego), „Ani vindru za zrádce Indru” („Zdrajca Indra niewart ani grosza” – Alois Indra był jednym z nielicznych czeskich kolaborantów), „Se Svobodou, za svobodu!” („Ze Svobodą [prezydentem ČSSR], za swobodę – [wolność]”).
W następstwie inwazji doszło do przekreślenia reform Dubčeka, władzę objął posłuszny wobec ZSRR Gustáv Husák. Nastał 20-letni okres „normalizacji”, zamknięto granice, a czeskich i słowackich inteligentów poddano ścisłej kontroli. Wojska ZSRR pozostały w kraju aż do 1991.

## Udział Armii Radzieckiej w konfliktach po II wojnie światowej

### Wojna koreańska 1950–1953
W wojnie koreańskiej brali udział radzieccy piloci, którzy walczyli na MiG-ach 15 oznakowanych jako samoloty chińskie. Wśród nich byli rekordziści zestrzeleń w tej wojnie – Jiewgienij Piepielajew (23) i Nikołaj Sutiagin (21 lub 22). Fakt udziału lotników radzieckich w tej wojnie opisał m.in. generał porucznik lotnictwa G. Łobow. 18 listopada 1952 r. doszło do bezpośredniego starcia samolotów radzieckich i amerykańskich – do lotniskowca Oriskany na Morzu Japońskim od strony Władywostoku zaczęły się zbliżać 4 samoloty MiG-15; zostały one przechwycone przez 4 F-86 Sabre, które bez strat własnych zestrzeliły 2 maszyny radzieckie, a 1 z pozostałych uszkodziły (pilot zmarł w szpitalu po powrocie); oficjalnie wyjaśniono to błędem nawigacyjnym radzieckich pilotów, ale prawdopodobnie miało to stanowić rozpoznanie walką skuteczności systemu obrony lotniskowców.

## Armia Radziecka pod koniec istnienia ZSRR
W połowie lat 80. XX w. całość sił Armii Radzieckiej, poza strategicznymi siłami nuklearnymi, była podzielona i zorganizowana tak, aby móc prowadzić jednocześnie efektywnie działania zbrojne o charakterze konwencjonalnym lub z użyciem taktycznej i operacyjnej broni jądrowej na pięciu lądowych kierunkach strategicznych, które w wypadku wybuchu wojny miały stać się samodzielnymi teatrami działań wojennych (TDW). Były to:
- Północny TDW – obejmujący obszar Skandynawii, do którego przydzielono wojska Leningradzkiego Okręgu Wojskowego oraz Flotę Północną. Składał się on z 12 dywizji zorganizowanych w jedną armię i dwa korpusy armijne wyposażonych w 1200 czołgów, 3100 transporterów opancerzonych i BWP, 1650 systemów artyleryjskich, 125 wyrzutni rakiet przeciwlotniczych, 310 samolotów i 100 śmigłowców.
- Zachodni TDW – obejmował obszar Europy środkowej i miał być miejscem decydującej konfrontacji z NATO w razie ewentualnej wojny. Dlatego też był najsilniejszym obszarem wojsk radzieckich oraz wojsk Układu Warszawskiego. W jego skład wchodziły wojska zgrupowane w następujących okręgach: bałtyckim, białoruskim, przykarpackim oraz Flota Bałtycka, a także siły grupy zachodniej, centralnej i północnej wojsk Armii radzieckiej stacjonujące na terytoriach NRD, CSRS i PRL wraz z siłami zbrojnymi tych państw (m.in. Siłami Zbrojnymi PRL). W sumie obszar zachodni liczył 103 dywizje (w tym 63 radzieckie) zorganizowane w dziewiętnaście armii i dwa korpusy armijne. Ich wyposażenie stanowiło 27000 czołgów, 27750 transporterów opancerzonych i BWP, 17000 systemów artyleryjskich, 2200 wyrzutni rakiet przeciwlotniczych, 5000 samolotów i 1500 śmigłowców.
- Południowo-Zachodni TDW – podporządkowano mu wojska Odeskiego i Kijowskiego Okręgów Wojskowych wraz z Flotą Czarnomorską oraz siły Południowej Grup Wojsk Armii Radzieckiej stacjonującej na Węgrzech wraz z wojskami Węgier, Rumunii i Bułgarii. Potencjalny obszar ich działań to Grecja, Turcja, Jugosławia, Austria i Włochy, czyli południowa flanka NATO. W sumie liczył on 56 dywizji (w tym 29 radzieckich) zorganizowanych w jedenaście armii i dwa korpusy armijne. Ich uzbrojenie: 11250 czołgów, 11500 transporterów opancerzonych i BWP, 9850 systemów artyleryjskich, 325 wyrzutni rakiet przeciwlotniczych i około 1300 samolotów i 300 śmigłowców.
- Południowy TDW – składający się z wojsk Północnokaukaskiego, Zakaukaskiego, Turkiestańskiego i Środkowoazjatyckiego Okręgów Wojskowych, a także Ograniczony Kontyngent Wojsk Radzieckich w Afganistanie. Został stworzony zapewne z myślą o operacjach w rejonie Zatoki Perskiej jako przeciwwaga dla amerykańskich sił szybkiego reagowania podporządkowanych CENTCOM. W sumie liczył on 42 dywizje zorganizowanych w pięć armii i cztery korpusy armijne wyposażonych w 8000 czołgów, 11750 transporterów opancerzonych i BWP, 6900 systemów artyleryjskich, 600 wyrzutni rakiet przeciwlotniczych a jego siły lotnicze 1013 samolotów i 649 śmigłowców.
- Dalekowschodni TDW – obejmował wojska Dalekowschodniego, Syberyjskiego, Zabajkalskiego Okręgów Wojskowych i Flotę Pacyfiku wraz z Grupą Wojsk Radzieckich w Mongolii i wojskiem tego kraju. Jego siły lądowe były skierowane przeciwko Chinom a lotnicze i morskie głównie przeciwko Japonii i Korei Południowej oraz amerykańskim siłom stacjonującym w tych państwach, a także obecnym na pozostałym obszarze Azji Południowo-Wschodniej i Zachodniego Pacyfiku. Jego siły to 49 dywizji zorganizowanych w osiem armii i cztery korpusy armijne. Na ich uzbrojenie składało się 13500 czołgów, 15750 transporterów opancerzonych i BWP, 10300 systemów artyleryjskich, 950 wyrzutni rakiet przeciwlotniczych oraz około 2000 samolotów i 900 śmigłowców.

Ponadto AR posiadała jeszcze wydzielone siły rezerwy strategicznej stacjonujące w Moskiewskim, Uralskim i Nadwołżańskim Okręgach Wojskowych, które po mobilizacji mogły być użyte na dowolnym z powyższych kierunków strategicznych. W sumie liczyły one 19 dywizji posiadających 4300 czołgów, 3000 transporterów opancerzonych i BWP, 3000 systemów artyleryjskich, 200 wyrzutni rakiet przeciwlotniczych, a także 162 samoloty i 170 śmigłowców. Nadto na Kubie stacjonowała jedna Grupa Wojsk.
Ogółem Armia Radziecka liczyła w tym okresie około 5 milionów żołnierzy. Jej potencjał mobilizacyjny wystarczał na wystawienie 55 milionów rezerwistów. Zaopatrzenie materiałowe Armii Radzieckiej zapewniał kompleks wojskowo-przemysłowy ZSRR, który pochłaniał według różnych szacunków od 15% do 25% radzieckiego PKB. Tworzyło go 50 biur konstrukcyjnych, które projektowały uzbrojenie produkowane potem w około 150 dużych kompleksach zakładów zbrojeniowych. Zdolny był on opracowywać i produkować wszystkie znane kategorie uzbrojenia konwencjonalnego i jądrowego w ogromnych ilościach, z którymi nie mogły równać się osiągnięcia przemysłu zbrojeniowego żadnego innego państwa świata. Jednocześnie wytwarzano około 190 typów różnego rodzaju broni. Dla przykładu w okresie lat 1974-1985 radziecki przemysł zbrojeniowy produkował rocznie przeciętnie następujące ilości wybranych kategorii uzbrojenia:
- 195 rakiet ICBM
- 122 rakiety SLBM
- 80 rakiet średniego zasięgu
- 881 rakiet krótkiego zasięgu
- 972 pociski manewrujące
- 120 rakiet nośnych
- 6800 pocisków przeciwlotniczych
- 1200 radarów
- 1450 samolotów wojskowych
- 1000 śmigłowców
- 2700 czołgów
- 3400 bojowych wozów opancerzonych
- 2700 systemów artyleryjskich
- 54500 ciężarówek wojskowych
- 10 okrętów podwodnych
- 66 okrętów nawodnych
- 300 tys. ton amunicji konwencjonalnej

Stanowiło to średnio 3,5 raza większą wielkość produkcji od przemysłu zbrojeniowego USA we wspomnianym okresie.
Złożonym zagadnieniem pozostaje jakość produkowanego uzbrojenia. Jakość można tutaj rozpatrywać w 2 aspektach:
- porównanie zakładanych parametrów danego typu uzbrojenia z parametrami analogicznego uzbrojenia innych sił zbrojnych;
- zdolność do utrzymania tych parametrów w toku produkcji seryjnej.

W pierwszym aspekcie z biegiem czasu jakość produkowanego uzbrojenia (także dzięki pracy radzieckiego wywiadu) ulegała poprawie i pod tym względem w wielu dziedzinach było ono porównywalne z systemami broni wytwarzanymi na Zachodzie. Dotyczy to szczególnie zwiększania celności rakiet balistycznych, wyciszania okrętów podwodnych, postępów w dziedzinie konstrukcji silników rakietowych i odrzutowych, wdrożenia do produkcji pocisków manewrujących, lotniczej broni precyzyjnej, naddźwiękowych rakiet przeciw okrętowych z zaawansowanymi systemami satelitarnymi wykrywania i wskazywania celów morskich, wielokanałowych systemów przeciwlotniczych i rozpoczęcia budowy dużych lotniskowców, w tym także o napędzie atomowym. Natomiast zdecydowanie gorzej było w drugim aspekcie, gdzie do końca istnienia ZSRR nie udało się rozwiązać tego problemu. W związku z tym stosowano paliatywy:
- dążenie do jak największej rozbudowy ilościowej wojska, aby skompensować to, że zdecydowana większość seryjnie produkowanych egzemplarzy różnych typów uzbrojenia ma parametry mniej lub bardziej ustępujące tym, jakie mieć powinny;
- w miarę możliwości stosowanie zaostrzonych kryteriów oznaczania parametrów teoretycznych – np. w przypadku wprowadzania nowych typów pocisków APFSDS-T za teoretyczną przebijalność przyjmowano taką grubość pancerza, który przebije co najmniej 80% egzemplarzy serii prototypowej (na Zachodzie – 50%), ponieważ wiedziano, że serie z normalnej produkcji nie osiągną parametrów serii prototypowej.

Poszczególne rodzaje Sił Zbrojnych ZSRR przedstawiały się następująco:
- Wojska Lądowe ZSRR – zorganizowane były w 214 dywizji (52 pancerne, 154 zmechanizowane i 8 powietrznodesantowych) oraz kilkaset jednostek wsparcia szczebla armijnego, dywizyjnego i brygadowego. Na szczeblu operacyjnym dywizje te tworzyły 29 armii i 13 korpusów armijnych dyslokowanych w 16 okręgach wojskowych i pięciu grupach wojsk poza granicami ZSRR. Ich uzbrojenie składało się z następujących ilości sprzętu podstawowych kategorii:
  - 52500 czołgów: T-54/T-55, T-62, T-64, T-72, T-80
  - 60000 bojowych wozów piechoty i transporterów opancerzonych: BMP-1, BMP-2, BTR-50, BTR-60, BTR-70, MT-LB, BRDM-1, BRDM-2
  - 40500 systemów artyleryjskich holowanych i samobieżnych: 2S1, 2S3, 2S4, 2S5, 2S7, BM-21, BM-22, BM-30
  - 4500 wyrzutni rakiet przeciwlotniczych: 2K11 Krug, 2K12 Kub, 9K37 Buk, 9K33 Osa, 9K31 Strieła-1, 9K35 Strieła-10, S-300W
  - 1500 wyrzutni taktycznych rakiet balistycznych: 9K52 Łuna-M, 9K79 Toczka, R-17 Elbrus, 9K714 Oka, TR-1 Temp
  - 3200 wyrzutni przeciwpancernych pocisków kierowanych 9M14 Malutka, 9K111 Fagot, 9K113 Konkurs, 9K114 Szturm
- Siły Powietrzne ZSRR – podzielone organizacyjnie na Lotnictwo Frontowe, Lotnictwo Dalekiego Zasięgu, Lotnictwo Wojsk Obrony Powietrznej Kraju, Lotnictwo Morskie i Lotnictwo Transportowe posiadało około 10000 samolotów wojskowych i 4000 śmigłowców. Dokładnie było to:
  - 4700 myśliwców: MiG-21, MiG-23, MiG-25, MiG-29, MiG-31, Su-15, Tu-128
  - 3000 samolotów szturmowych, myśliwsko-bombowych i lekkich bombowców: Su-7, Su-17, MiG-27, Su-24, Su-25
  - 920 ciężkich bombowców: Tu-16, Tu-22, Tu-22M, Tu-95 i M-4
  - 625 samolotów wsparcia (rozpoznawcze, WRE, latające tankowce)
  - 575 ciężkich i średnich samolotów transportowych: An-12, An-22, Ił-76
  - 1600 śmigłowców szturmowych: Mi-24 i Mi-28 oraz Mi-8TW
  - 2400 śmigłowców transportowych i specjalistycznych: Mi-6, Mi-8, Mi-26, Ka-25, Ka-27
- Wojska Obrony Powietrznej – tworzyły ogólnokrajowy system obrony przed uderzeniami lotnictwa taktycznego i strategicznego oraz w ograniczonym stopniu przed atakiem rakietowym wroga. Oprócz własnego lotnictwa myśliwskiego uwzględnionego powyżej posiadały także na wyposażeniu:
  - 100 wyrzutni antyrakiet systemu A-135 rozmieszczonych wokół Moskwy
  - 1400 baz rakiet przeciwlotniczych, w których rozmieszczono 12000 wyrzutni pocisków: S-25, S-75, S-125, S-200, S-300P
  - sieć 10000 naziemnych radarów wczesnego wykrywania, naprowadzania myśliwców i kierowania ogniem
  - kilkaset samolotów wczesnego ostrzegania AWACS: Tu-126, A-50
- Marynarka Wojenna ZSRR – składająca się z czterech flot: Północnej, Bałtyckiej, Czarnomorskiej i Pacyfiku oraz Flotylli Kaspijskiej miała na uzbrojeniu:
  - 5 lekkich lotniskowców ZOP: 3 „Kijew”, 2 typu „Kondor”
  - 32 krążowników: 2 „Orłan”, 4 typu „Atłant”, 4 typu „Bierkut”, 10 typu „Bierkut-A”, 7 typu „Bierkut-B”, 4 typu „Grozny”, 11 „Swierdłow”, 4 typu „Kirow”
  - 74 niszczycieli: 4 „Sarycz”, 7 „Friegat”, 7 „Bierkut-B”, 19 „Kaszyn”, 8 „Kanin”, 4 „Kildin”, 25 „Kotlin”
  - 32 fregat „Buriewiestnik”
  - 217 korwet rakietowych i ZOP: 34 „Owod”, 50 „Albatros”, 45 „Pietia”, 18 „Mirka”, 35 „Ryga”, 25 „Mołnia”, 10 „Mołnia-2”
  - 34 duże okręty desantowe typów: 2 „Nosorog”, 18 „Ropucha”, 14 „Tapir”
  - 362 okręty podwodne, w tym 189 o okr. o napędzie atomowym
- Strategiczne Wojska Rakietowe ZSRR – w opisywanym okresie liczyły około 37 tys. głowic nuklearnych i dzieliły się organizacyjnie i zadaniowo na siły strategiczne, średniego zasięgu oraz taktyczne.
  - Strategiczna triada nuklearna w 1985 roku liczyła 9797 głowic nuklearnych zainstalowanych na 2459 środkach przenoszenia. Jej zadaniem było rażenie kluczowych celów militarnych, gospodarczych i administracyjnych wroga przede wszystkim na odległościach międzykontynentalnych, czyli na terytorium USA, aczkolwiek ich część mogła być użyta do ataku na cele leżące w mniejszej odległości. Tworzyło ją wówczas:
    - 1371 rakiet (z ang.) ICBM, w tym: 448 UR-100K/U, 60 RT-2, 150 UR-100MR, 308 R-36M, 160 UR-100N, 45 RT-2PM przenoszących razem 6813 głowic termojądrowych.
    - 928 rakiet (z ang.) SLBM zainstalowanych na 62 okrętach (z ang.) SSBN, w tym: 336 R-27, 280 R-29, 12 R-31, 224 R-29R, 60 R-39, 16 R-29RM na których zainstalowano łącznie 2264 głowic jądrowych.
    - 160 bombowców strategicznych: 130 Tu-95 różnych wersji i 30 M-4 przenoszących 720 bomb termojądrowych i termojądrowych pocisków manewrujących

  - Siły jądrowe średniego zasięgu (eurostrategiczne) – stanowiły funkcjonalny odpowiednik sił strategicznych, jednak w skali kontynentu euroazjatyckiego. Dlatego też ich pierwszorzędnym celem były strategiczne obiekty w europejskich krajach NATO i na terenie ChRL. W roku 1985 składały się z 2208 głowic jądrowych zainstalowanych na 943 nosicielach, w tym:
    - 544 rakietach średniego zasięgu: 112 R-12 i 432 RSD-10 na których rozmieszczono 1408 głowic jądrowych
    - 399 bombowcach średnich należących do Lotnictwa Dalekiego Zasięgu: 187 Tu-16, 90 Tu-22 i 122 Tu-22M uzbrojonych w 800 jądrowych rakiet powietrze-ziemia Ch-22 i KSR-5

  - Taktyczne siły jądrowe – przeznaczone do użycia na polu bitwy lub na jego bezpośrednim zapleczu. Szacuje się, że w połowie lat 80 XX w. ZSRR posiadał około 25 tys. takich głowic, z których jednak duża część była nieaktywna oczekując w składach na utylizację. Głowice te instalowane były w bardzo szerokim wachlarzu broni takich, jak:
    - bomby lotnicze, taktyczne rakiety powietrze-ziemia
    - pociski artyleryjskie, głowice do taktycznych rakiet balistycznych, miny lądowe, jądrowe rakiety przeciwlotnicze
    - torpedy, rakietotorpedy i miny morskie oraz rakiety przeciw okrętowe

## Systemstopni wojskowychw Armii Radzieckiej
Poniżej zamieszczony system rang obowiązywał w latach 1955–1991:
| Grupa                               | Ranga                               | (ros.)                          | Pagon | Uwagi                                   |
| ----------------------------------- | ----------------------------------- | ------------------------------- | ----- | --------------------------------------- |
| Generalissimus Związku Radzieckiego | Generalissimus Związku Radzieckiego | Генералиссимус Советского Союза |       | Projekt naramiennika nie wszedł w życie |
| Marszałek Związku Radzieckiego      | Marszałek Związku Radzieckiego      | Маршал Советского Союза         |       |                                         |
| Generałowie                         | Generał armii                       | Генерал армии                   |       |                                         |
| Generałowie                         | Generał-pułkownik                   | Генерал-полковник               |       |                                         |
| Generałowie                         | Generał-lejtnant                    | Генерал-лейтенант               |       |                                         |
| Generałowie                         | Generał-major                       | Генерал-майор                   |       |                                         |
| Oficerowie                          | Pułkownik                           | Полковник                       |       |                                         |
| Oficerowie                          | Podpułkownik                        | Подполковник                    |       |                                         |
| Oficerowie                          | Major                               | Майор                           |       |                                         |
| Oficerowie                          | Kapitan                             | Капитан                         |       |                                         |
| Oficerowie                          | Starszy lejtnant                    | Старший лейтенант               |       |                                         |
| Oficerowie                          | Lejtnant                            | Лейтенант                       |       |                                         |
| Oficerowie                          | Młodszy lejtnant                    | Младший лейтенант               |       |                                         |
|                                     | Starszy chorąży                     | Старший прапорщик               |       |                                         |
| Chorąży                             | Прапорщик                           |                                 |       |                                         |
| Starszyna                           | Старшина                            |                                 |       |                                         |
| Starszy sierżant                    | Старший сержант                     |                                 |       |                                         |
| Sierżant                            | Сержант                             |                                 |       |                                         |
| Młodszy sierżant                    | Младший сержант                     |                                 |       |                                         |
| Kapral                              | Ефрейтор                            |                                 |       |                                         |
| Szeregowy                           | Рядовой                             |                                 |       |                                         |